# SN 2011cx
SN 2011cx – supernowa typu Ia odkryta 2 maja 2011 roku w galaktyce A121422+3355. W momencie odkrycia miała maksymalną jasność 18,60m.